# Codru (Bihar megye)
Codru település Romániában, a Partiumban, Bihar megyében.

## Fekvése
Havasdombró mellett fekvő település.

## Története
Codru korábban Havasdombró része volt, mely 1956-ban vált külön településsé 542 lakossal.
A 2002-es népszámlálási adatok szerint 257 lakosából 256 román, 1 magyar volt.